# Денкеркски споразум
Денкершки споразум је споразум који су 4. марта 1947. године потписали Уједињено Краљевство и Француска у граду Денкерк као Споразум о савезу и узајамном помоћи приликом могућег њемачког напада у периоду након Другог свјетског рата. Споразум је ступио на снагу 8. септембра 1947. и претходио је Бриселском споразуму 1948. године. Према професору политичких наука Марку Трахтенбергу, њемачка пријетња је била само повод за одбрану од Совјетског Савеза.